# 太郎坊 (小惑星)
太郎坊（たろうぼう、10158 Taroubou）は小惑星帯に位置する小惑星。
1994年12月、群馬県大泉町のアマチュア天文家小林隆男が発見した。

## 名称
富士山の東南、静岡県御殿場市の地名「太郎坊」に因む。富士山中腹の標高1,300～1,500mに広がる太郎坊一帯は、澄んだ空気を持つことからアマチュア天文家のメッカとなっている。
命名は2003年5月の小惑星回報（MPC 48390）で公表された。同時に、小林が発見した小惑星に対して、富士山周辺の天体観測ポイントから(10154)田貫や(10157)朝霧が命名されている。

## 註
1. 1 2  MPC 48390（2003年5月1日）